# François Tronchin
Pour les articles homonymes, voir Tronchin.
François Tronchin est un avocat au Conseil de Genève, écrivain, mécène et collectionneur genevois né en 1704 et décédé en 1798. Il est cousin du célèbre médecin Théodore Tronchin.

## Biographie
Du 1er mai 1728 à octobre 1740, il est associé à Isaac de Thellusson au sein de la banque François Tronchin et Cie. Les associés s’entendaient assez mal et après la dissolution de la société, une longue procédure les opposa devant le Petit Conseil de Genève en 1748.
Le domaine des Délices que Voltaire, son ami, occupe de 1755 à 1760, était la propriété du frère de François, Jean Robert Tronchin (1702-1788), banquier de Voltaire et son prête-nom pour l'achat du domaine (un sujet catholique ne pouvait être propriétaire foncier sur le territoire de Genève),. François Tronchin s'installe aux Délices quelque temps après le départ de Voltaire.
Il est l'un des premiers collectionneurs-marchands. Il constitue, avec les conseils de son ami Jean-Étienne Liotard, une importante collection de tableaux hollandais, allemands, flamands (comme Nicolaes Berchem, Philips Wouwerman, J. Both...) et italiens dont une grande partie fut vendue à Catherine II en 1770 et est actuellement exposée au Musée de l'Ermitage.
En tant qu'écrivain, il a réécrit quelques pièces de Pierre Corneille et écrit quelques tragédies originales. Parmi celles-ci, Terentia, à l'écriture de laquelle Denis Diderot aurait contribué en 1775.

## Œuvres
- Marie Stuart, reine d'Écosse, tragédie représentée pour la première fois à Paris, le 3 mai 1735.
- Mes récréations dramatiques ou Choix des principales tragédies du grand Corneille auxquelles on s'est permis de faire des changemens, en supprimant ou raccourcissant quelques scenes, & substituant des expressions modernes à celles qui ont vieilli, précédé de quatre tragedies nouvelles de l'Éditeur, Genève, chez J.-P. Bonnant, 1779[5]. Ce recueil contient dix pièces de Pierre Corneille retouchées par Tronchin[6], 8 tragédies de Tronchin (Les Commènes, Coriolan, Cornélie, mère des Gracques, Les deux Andronica, Louis I, prince de Condé, Marie Stuart, La princesse du Portugal et Terentia), une est de Jean de Rotrou et une dernière de Pierre Du Ryer.